# Marizópolis
Marizópolis là một đô thị thuộc bang Paraíba, Brasil. Đô thị này có diện tích 63,609 km², dân số năm 2007 là 5415 người, mật độ 85,1 người/km².